# Casa Francés
Casa Francés és un immoble proper al castell d'Arenys al municipi de Garrigàs (Alt Empordà) catalogat a l'Inventari del Patrimoni Arquitectònic de Catalunya. L'edifici és de grans dimensions, aïllat i envoltat per un gran jardí. Té planta quadrada i consta de planta baixa i dos pisos. Les obertures són rectangulars i la coberta és a quatre vessants, amb una torratxa superior centrada, que té obertures d'arc de mig punt i coberta de pavelló. A la planta baixa hi ha dues galeries cobertes amb una terrassa superior a l'alçària del primer pis. La façana principal presenta una estructura simètrica, amb una porta de pedra d'arc escarser. Hi ha una obertura més a cada un dels pisos superiors. El conjunt està arrebossat i pintat. La casa Francés és un edifici bastit en el segle xix, segons consta a la clau de l'arc de la porta d'accés que té la inscripció "ALBERTO FRANCÉS 1877".